# MKpV Erős
Az MKpV Erős sorozat négy szerkocsisgőzmozdony-sorozat volt a Magyar Középponti Vasútnál (röviden: MKpV, németül: Ungarischen Zentralbahn, UZB).
Ezeket a három kapcsolt kerékpárú mozdonyokat az Osztrák–Magyar Monarchia az akkori magyar országrészében üzemeltette. A négy mozdonyt 1847-ben építette a WRB mozdonygyára és az akkori szokások szerint elnevezte őket ERÖS, ÉRSEK-UJVÁR, TISZA és DUNA-nak. Ezek belsőkeretes, külső vízszintes hengerelrendezésű mozdonyok voltak, kereten belül elhelyezett vezérléssel és tolattyúkkal. A 96 LE teljesítményükkel lehetővé vált széntüzeléssel még 1860-ban, hogy 500 t súlyú tehervonatot sík pályaszakaszon 23 km/óra sebességgel továbbítson.
1850-ben a MKpV-t államosították és beolvasztották az (Osztrák) cs. kir. Délkeleti Államvasútba (SöStB), átkerültek a mozdonyok is, és ott új 57-60 pályaszámokat kaptak. 1855-ben a SöStB-t megvásárolta az ÁVT, és a pályaszámokat 300-303-ra változtatták, 1873-tól pedig 706-709 lett a pályaszámuk a IVi osztályban.
1879-ben mind a négy mozdonyt selejtezték.

## Fordítás
Ez a szócikk részben vagy egészben  az   UZB – Erös bis Duna című német Wikipédia-szócikk fordításán alapul.  Az eredeti cikk szerkesztőit annak laptörténete sorolja fel. Ez a jelzés csupán a megfogalmazás eredetét és a szerzői jogokat jelzi, nem szolgál a cikkben szereplő információk forrásmegjelöléseként.